# Cova Rodela
Cova Rodela ist ein Ort in der Mitte der Insel Brava, der westlichsten der Sotavento-Inseln (Inseln Unter dem Wind) von Kap Verde. 

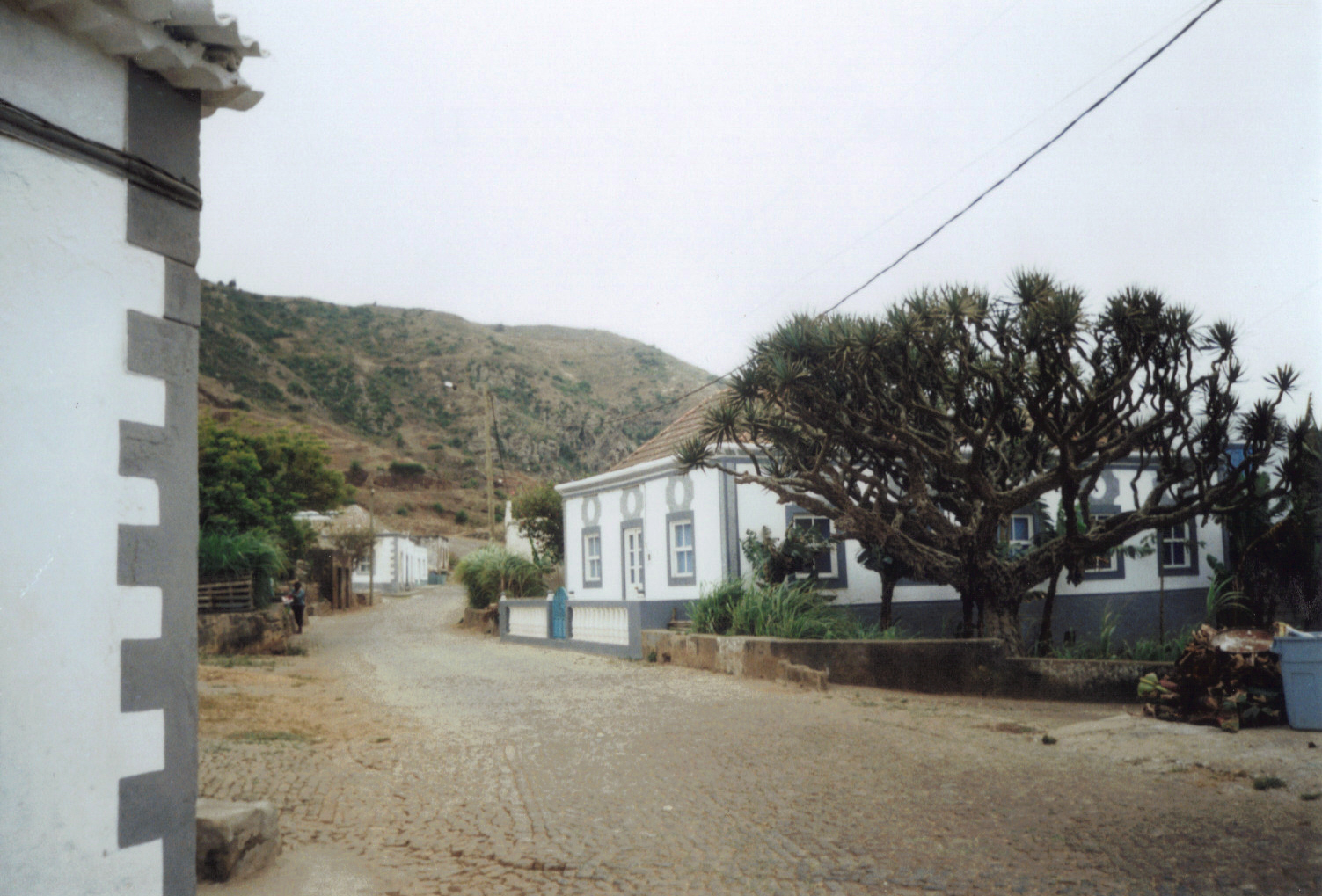
Hauptstraße und Drachenbaum.

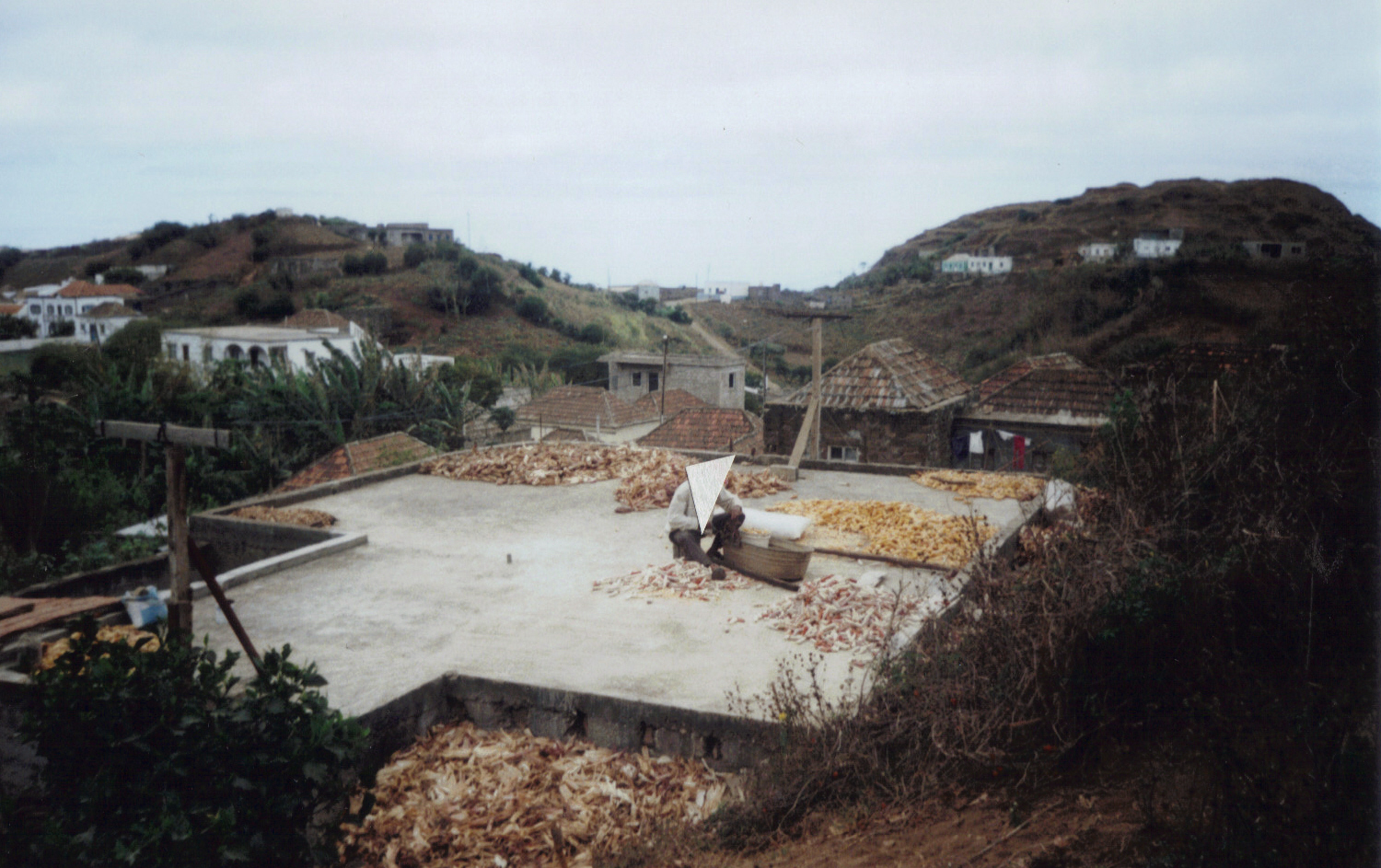
Maisernte in Cova Rodela.

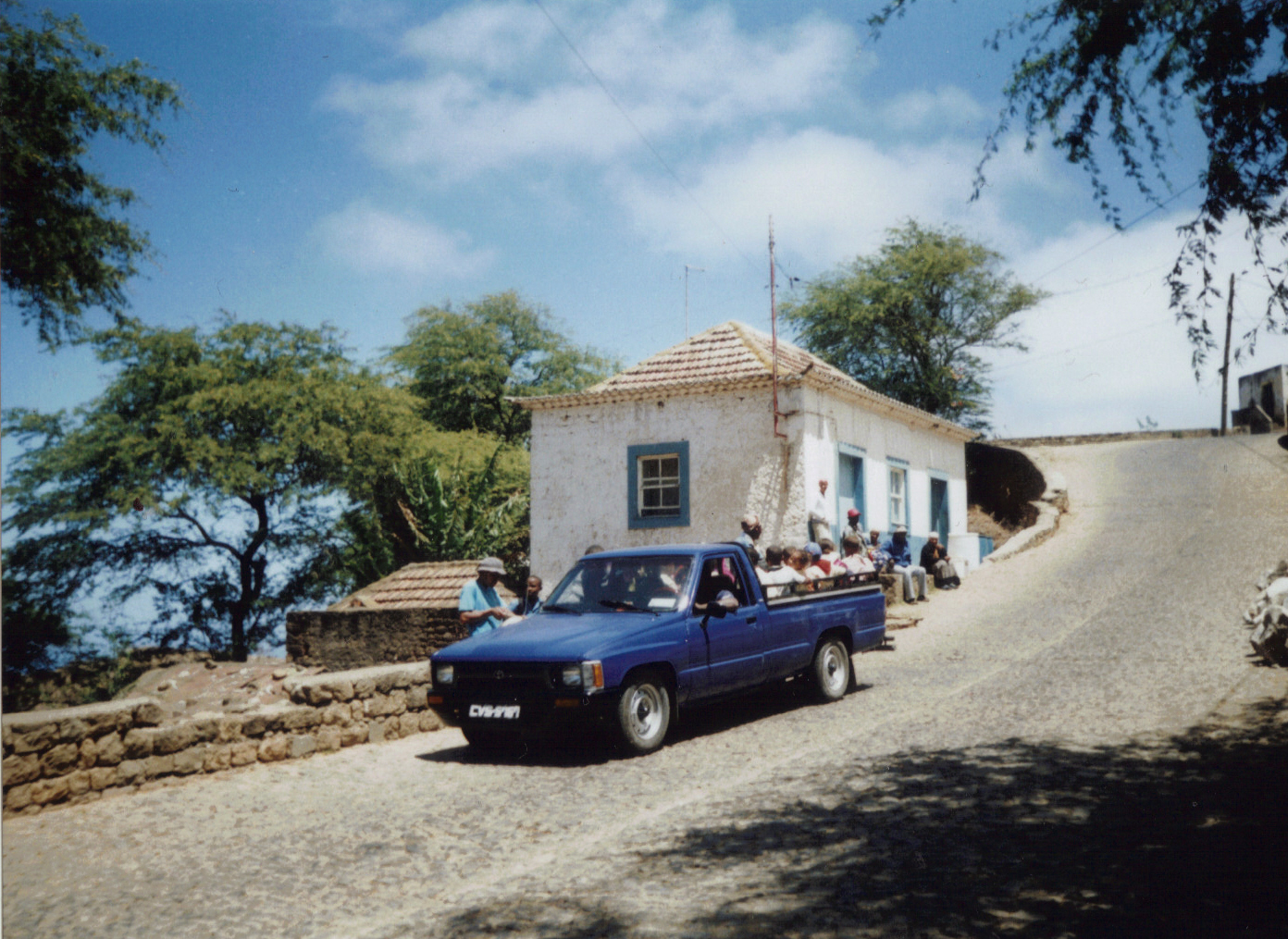
"Aluguer"Sammeltaxi auf Brava.

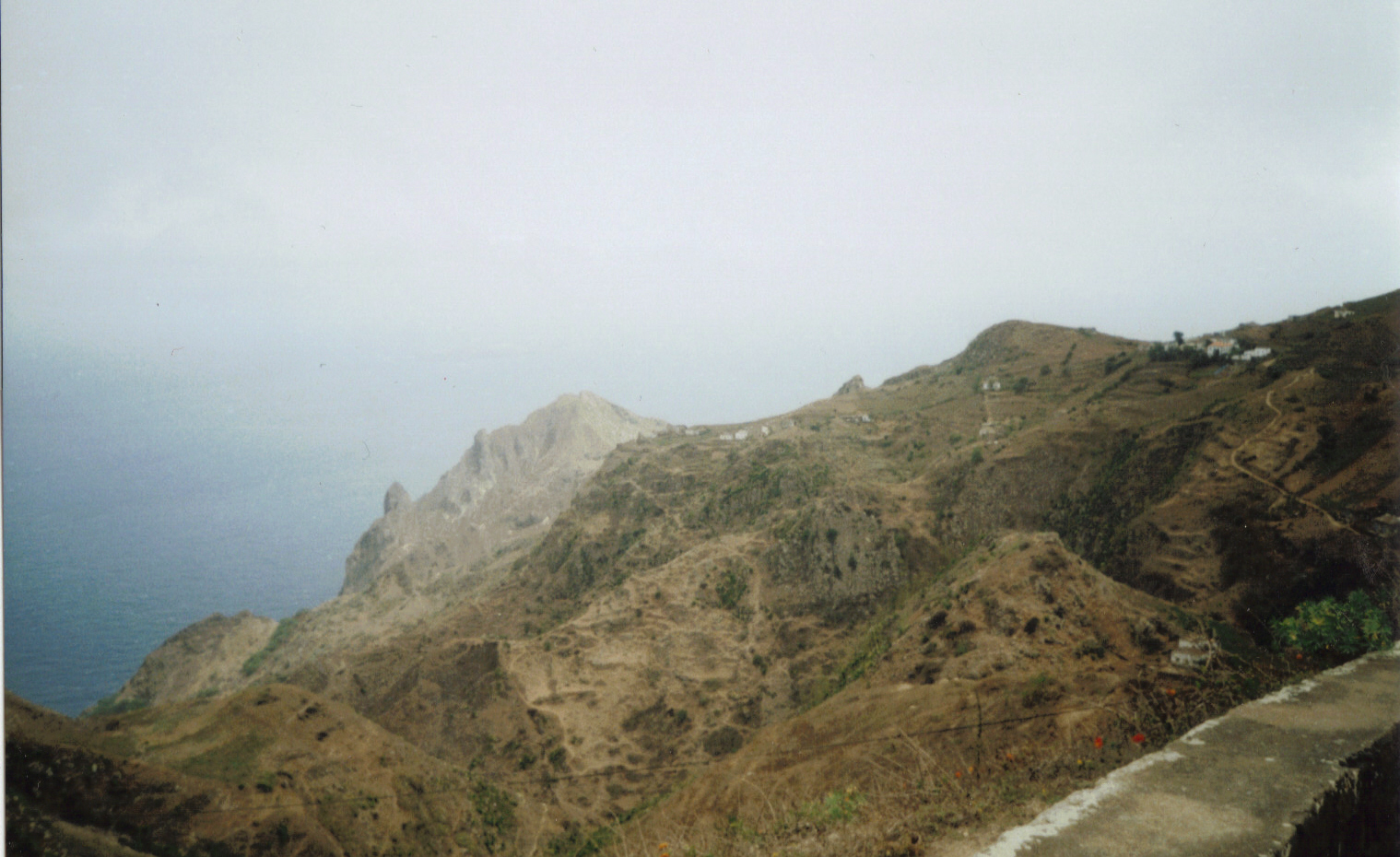
Blick auf Cova Rodela von Westen.

Cova Rodela erstreckt sich im Gebirge entlang der Hauptverkehrsstraße der Insel, die die rund zwei Kilometer entfernte Inselhauptstadt Vila Nova Sintra im Osten Bravas mit dem Hafenort Fajã de Água im Westen verbindet. Im Dorf zweigt eine weitere Straße ab, die nach Mato Grande im Osten der Insel führt. An dieser Straße befindet sich unweit von Cova Rodela ein Aussichtspunkt (portugiesisch: miradouro), von dem aus sich ein schöner Blick auf Vila Nova Sintra und – bei entsprechender Witterung – darüber hinaus bis hin zur Nachbarinsel Fogo bietet. Kurz hinter dem westlichen Ortsausgang von Cova Rodela zweigt von der Hauptstraße eine weitere Straße ab, die über den Wallfahrtsort Nossa Senhora do Monte in den Süden der Insel Brava führt.
Cova Rodela ist im Wesentlichen eine Streusiedlung aus weiß getünchten Häusern mit einem für Portugal und seine ehemaligen Kolonien typischen Walmdach aus roten Ziegeln. Im Gegensatz zu den anderen Ortschaften der Kapverden oder zu Portugal haben die Häuser in Cova Rodela jedoch keine Fensterläden außen und keine Fensterflügel – die Fenster bestehen hier aus einem oberen und einem nach oben verschieblichen unteren Teil, und die Fensterläden befinden sich innen und nicht außen an der Hauswand. Diese Art von Fenstern findet man im Nordosten der USA, wohin im 19. Jahrhundert viele Bewohner der Kapverden ausgewandert sind. Die meisten Einwohner Cova Rodelas leben von der Landwirtschaft, wobei hauptsächlich Mais und Bananen angebaut werden.
In der Ortsmitte Cova Rodelas ist an der Hauptstraße ein alter Drachenbaum der selten gewordenen Spezies Dracaena draco sehenswert.
Cova Rodela verfügt über eine Schule, eine Bankfiliale, eine Gaststätte und über einige kleine Geschäfte zur Deckung des täglichen Bedarfes. Mit den mehrmals pro Tag verkehrenden, für die Kapverden typischen "Aluguer" Sammeltaxis ist das Dorf gut zu erreichen.
Sämtliche Straßen sind gepflastert und trotz der Steigungen auch bei starkem Regen gut zu befahren. Für Wanderungen durch die für kapverdische Verhältnisse relativ üppig bewachsene Gebirgslandschaft – die Insel Brava ist bekannt als die grünste Insel der Kapverden – und für Ausflüge von der Inselhauptstadt aus ist Cova Rodela mit seinem nicht zu heißen Klima ein lohnendes Ziel. Auch der 976 m hohe Fontainhas, der höchste Berg der Insel Brava, ist von Cova Rodela aus über Wanderwege gut zu erreichen.